# György Réka
György Réka (Budapest, 1996. május 25. –) magyar úszó.
A 2011-es ifjúsági Európa-bajnokságon 200 méter vegyesen negyedik, 400 méter vegyesen harmadik volt. A 2011-es rövid pályás Európa-bajnokságon 200 méter vegyesen 28., 400 vegyesen 11. lett. A 2012-es junior Eb-n 200 méter vegyesen harmadik, 400 méter vegyesen nyolcadik, a vegyes váltóban ötödik lett. A 2013-as junior világbajnokságon 50 méter pillangón 37., 200 méter vegyesen 10., 400 méter vegyesen kilencedik volt. A 2014-es úszó-Európa-bajnokságon 400 méter vegyesen kilencedik, 200 méter vegyesen 19. helyen végzett. A 2015-ös rövidpályás úszó Európa-bajnokságon 100 méter vegyesen 29., 200 méter vegyesen hetedik, 400 vegyesen kilencedik volt. A 2016-os úszó-Európa-bajnokságon 200 méter háton kilencedik lett a selejtezőben, de harmadik magyarként nem jutott tovább. 200 méter vegyesen 27., 50 méter háton 39., 100 méter háton 35., a vegyesváltóval 13. volt. A 2016. évi nyári olimpiai játékokra 200 háton kvalifikálta magát és bár vetélytársa ennek kapcsán csalással vádolta, aki kicsit is tisztában volt/van az akkori kvalifikációs szabályokkal, tudhatja, hogy teljesen megérdemelten vett részt a Riói Olimpián.